# Larry McMurtry
Pour les articles homonymes, voir McMurtry.
Larry McMurtry, né le 3 juin 1936 à Archer City au Texas et mort dans la même ville le 25 mars 2021, est un romancier, essayiste et scénariste américain. Comme romancier, il est connu pour sa série littéraire Lonesome Dove dont le premier tome a remporté le Prix Pulitzer de la Fiction en 1986. Comme scénariste, il est notamment célèbre pour avoir écrit avec Diana Ossana le scénario du film Le Secret de Brokeback Mountain en 2005.

## Biographie
Il passe sa jeunesse dans un ranch texan, près de la petite ville d'Archer City qui lui sert de modèle pour situer l'action de certaines de ses œuvres de fiction ultérieures. Il fait ses études supérieures aux universités North Texas et Rice. Il réside encore à la fin de sa vie à Archer City où il a ouvert en 1988 une des plus grandes librairies indépendantes des États-Unis.
Il amorce en 1961 une prolifique carrière littéraire avec Horseman, Pass By qui reçoit un excellent accueil critique et public avant d'être adapté au cinéma par Martin Ritt en 1963 sous le titre Le Plus Sauvage d'entre tous (Hud), avec Paul Newman, Melvyn Douglas et Patricia Neal. Plusieurs de ses romans sont intégrés dans des séries romanesques qui décrivent avec sensibilité la classe moyenne, le mythe du cowboy et le monde rural, notamment celle ayant pour héros Duane Moore, qui s'ouvre avec La Dernière Séance (The Last Picture Show), dont McMurtry tire un scénario pour le film de même nom réalisé par Peter Bogdanovich en 1971, qui lui vaut d'être nommé à l'Oscar du meilleur scénario adapté.
Il est aussi connu pour son prix Pulitzer pour le roman Lonesome Dove qui a été adapté en un feuilleton télé, mais également pour le roman Tendres Passions (Terms of Endearment, 1975) qui devient le film du même nom, gagnant de l'Oscar du meilleur film, réalisé par James L. Brooks en 1983, avec Shirley MacLaine, Jack Nicholson et Debra Winger.
Depuis 1992, il écrit ses scénarios avec Diana Ossana avec laquelle il signe notamment celui du film Le Secret de Brokeback Mountain, inspiré par la nouvelle Brokeback Mountain d'Annie Proulx et pour lequel il remporte de nombreux prix cinématographiques en 2006, dont l'Oscar du meilleur scénario adapté.
Depuis 2002, avec sa série Berrybender Narratives, il lorgne vers le roman policier et le roman western.
Le 29 avril 2011 à Archer City au Texas, il épouse Faye, la veuve de Ken Kesey.

## Œuvre

### Romans

#### SérieDuane Moore
- The Last Picture Show (1966) Publié en français sous le titre La Dernière Séance, traduit par Simone Hilling, Paris, Robert Laffont, 1972 ; réédition, Paris, 10/18 no 1490, 1982 ; réédition, Paris, Gallmeister, Totem no 13, 2011
- Texasville (1987) Publié en français sous le titre Texasville, traduit par Josette Chicheportiche et Anne de Vogüe, Paris, First, 1989 ; réédition, J'ai lu no 3321, 1993 ; réédition, Paris, Gallmeister, Totem no 14,  2011
- Duane’s Depressed (1999) Publié en français sous le titre Duane est dépressif, traduit par Sophie Aslanides, Paris, Sonatine, 2013 ; réédition, Paris, 10/18, 2015
- When the Light Goes (2007) Publié en français sous le titre Duane est amoureux, traduit par Sophie Aslanides, Paris, Sonatine, 2015
- Rhino Ranch (2009)

#### SérieHouston
- Moving On (1970)
- All My Friends Are Going to Be Strangers (1972) Publié en français sous le titre La Vallée des chagrins, traduit par Alain Delahaye, Paris, Denoël, 1974 ; réédition sous le titre Et tous mes amis seront des inconnus, dans une nouvelle traduction par Laura Derajinski, Paris, Gallmeister, collection Americana, 2013
- Terms of Endearment (1975) Publié en français sous le titre Tendres Passions, traduit par Marie-Alyx Révellat et Claude Mallerin, Paris, Presses de la Cité, 1984 ; réédition, Paris, Presses Pocket no 2312, 1985
- Somebody’s Darling (1978)
- Some Can Whistle (1989) Publié en français sous le titre Retour à Los Dolores, traduit par François Dupuis, Paris, Presses de la Cité, 1992
- Evening Star (1992) Publié en français sous le titre Étoile du soir (Tendres Passions, tome II), traduit par François Dupuis, Paris, Presses Pocket no 10280, 1997

#### SérieHarmony & Pepper
- The Desert Rose (1983) Publié en français sous le titre La Rose du désert, Paris, Presses de la Cité, 1985
- The Late Child (1995)

#### SérieGus McCrae & Woodrow Call
- Lonesome Dove (1985) Prix Pulitzer de la Fiction Publié en français sous le titre Lonesome Dove, traduit par Richard Crevier, Paris, First, 1990 ; réédition dans une traduction révisée par Marie-Anne Lenoir, Paris, Gallmeister, Totem no 7-8, 2013
- Streets of Laredo (1993) (1995)Publié en français sous le titre Les Rues de Laredo, Paris, Gallmeister, 2020; réédition, Paris, Gallmeister, Totem, 2022
- Dead Man’s Walk (1995) Publié en français sous le titre La Marche du mort - Lonesome Dove : Les origines, traduit par Laura Derajinski, Paris, Gallmeister, 2016
- Comanche Moon (1997) Publié en français sous le titre Lune Comanche - Lonesome Dove : L' affrontement, traduit par Laura Derajinski, Paris, Gallmeister, paraît le 1 juin 2017

#### SérieBerrybender Narratives
- Sin Killer (2002)
- The Wandering Hill (2003)
- By Sorrow's River (2003)
- Folly and Glory (2004)

#### Autres romans
- Horseman, Pass By ou Hud (1961) Publié en français sous le titre Cavalier passe ton chemin, traduit par Josette Chicheportiche, Paris, Éditions Gallmeister, 2021
- Leaving Cheyenne (1963) Publié en français sous le titre Adieu Cheyenne, traduit par Christophe Cuq, Paris, Éditions Gallmeister, 2022
- Cadillac Jack (1982)
- Anything For Billy (1988) Publié en français sous le titre Pour Billy, traduit par France-Marie Watkins, Paris, First, 1990
- Buffalo Girls (1990) Publié en français sous le titre La Ballade de Calamity Jane, traduit par François Dupuis, Paris, Presses de la Cité, 1992
- Pretty Boy Floyd (1994), avec Diana Ossana
- Zeke and Ned (1997), avec Diana Ossana
- Boone's Lick (2000)
- Loop Group (2005)
- Telegraph Days (2006)
- The Last Kind Words Saloon (2014) Publié en français sous le titre Le Saloon des derniers mots doux, traduit par Laura Derajinski, Paris, Gallmeister, 2015

#### Roman signé Ophelia Ray
- Daughter of the Tejas (1965)

### Essais
- In a Narrow Grave: Essays on Texas (1968)
- Texas Is Rich in Unredeemed Dreams (1971)
- It’s Always We’ve Rambled: An Essay on Rodeo (1974)
- Flim Flam: Essays on Hollywood (1987)
- Crazy Horse (1999)
- Walter Benjamin at the Dairy Queen: Reflections at Sixty and Beyond (1999)
- Roads: Driving America’s Great Highways (2000)
- Sacagawea's Nickname (2001)
- Paradise (2002), récit de voyages
- The Colonel and Little Missie: Buffalo Bill, Annie Oakley & the Beginnings of Superstardom in America (2005)
- Oh What a Slaughter! : Massacres in the American West: 1846-1890 (2005)
- Books: a Memoir (2008)
- Literary Life: a Second Memoir (2009)
- Hollywood: a Third Memoir (2011)
- Custer (2012)

## Filmographie

### Comme scénariste et/ou auteur adapté

#### Au cinéma
- 1963 : Le Plus Sauvage d'entre tous (Hud), film américain réalisé par Martin Ritt, avec Paul Newman, Melvyn Douglas et Patricia Neal.
- 1971 : La Dernière Séance (The Last Picture Show), film américain de Peter Bogdanovich, avec Jeff Bridges, Timothy Bottoms et Cybill Shepherd.
- 1974 : Lovin' Molly, film américain réalisé par Sidney Lumet, avec Anthony Perkins, Beau Bridges, Blythe Danner et Susan Sarandon.
- 1983 : Tendres Passions (Terms of Endearment), film américain réalisé par James L. Brooks, avec Shirley MacLaine, Jack Nicholson et Debra Winger.
- 1990 : Texasville, film américain réalisé par Peter Bogdanovich, suite de La Dernière séance avec Jeff Bridges, Timothy Bottoms et Cybill Shepherd.
- 1992 : Falling from Grace, film américain réalisé par John Mellencamp, avec John Mellencamp, Mariel Hemingway, Claude Akins et Dub Taylor.
- 1996 : Étoile du soir (The Evening Star), film américain réalisé par Robert Harling, suite de Tendres Passions, avec Shirley MacLaine, Bill Paxton, Juliette Lewis et Miranda Richardson.
- 2006 : Le Secret de Brokeback Mountain (Brokeback Mountain), film américain réalisé par Ang Lee, d'après la nouvelle Brokeback Mountain d'Annie Proulx, avec Heath Ledger, Jake Gyllenhaal, Randy Quaid, Anne Hathaway et Michelle Williams.
- 2020 : Good Joe Bell de Reinaldo Marcus Green

#### À la télévision
- 1988 : Le Meurtre de Mary Phagan (en) (The Murder of Mary Phagan)
- 1989 : Lonesome Dove (série télévisée inspirée du livre éponyme)
- 1990 : Montana de William A. Graham
- 1992 : Memphis d’Yves Simoneau
- 1993 : Lonesome Dove : La Loi des justes (série télévisée inspirée des personnages et de l’histoire du livre éponyme)
- 1995 : Lonesome Dove : Le Crépuscule (série télévisée inspirée de Streets of Laredo)
- 1995 : Buffalo Girls de Rod Hardy
- 1996 : Lonesome Dove : Les Jeunes Années (série télévisée inspirée de Dead Man’s Walk)
- 2002 : Johnson County War de David S. Cass Sr.
- 2008 : Comanche Moon (série télévisée inspirée du livre éponyme)

## Prix et distinctions notables
- 1973 : British Academy Film Award du meilleur scénario pour La Dernière Séance (The Last Picture Show)[3].
- 1986 : Prix Pulitzer de la Fiction avec le roman Lonesome Dove, premier volume de la série littéraire éponyme[4].
- 2002 : Los Angeles Times Book Prize – Prix Robert Kirsch
- 2006 : Oscar du meilleur scénario adapté pour Le Secret de Brokeback Mountain.
- 2006 : British Academy Film Award du meilleur scénario adapté pour Le Secret de Brokeback Mountain.
- 2006 : Golden Globe du meilleur scénario pour Le Secret de Brokeback Mountain.
- 2006 : Chlotrudis Award du meilleur scénario adapté pour Le Secret de Brokeback Mountain.
- 2006 : Austin Film Critics Association Awards – meilleur scénario adapté pour Le Secret de Brokeback Mountain.
- 2006 : Central Ohio Film Critics Association Awards – meilleur scénario pour Le Secret de Brokeback Mountain.